# Goniodiscus elaeospermus
Goniodiscus elaeospermus là một loài thực vật có hoa trong họ Dây gối. Loài này được Kuhlm. mô tả khoa học đầu tiên năm 1933.